# Cesare Bazzani

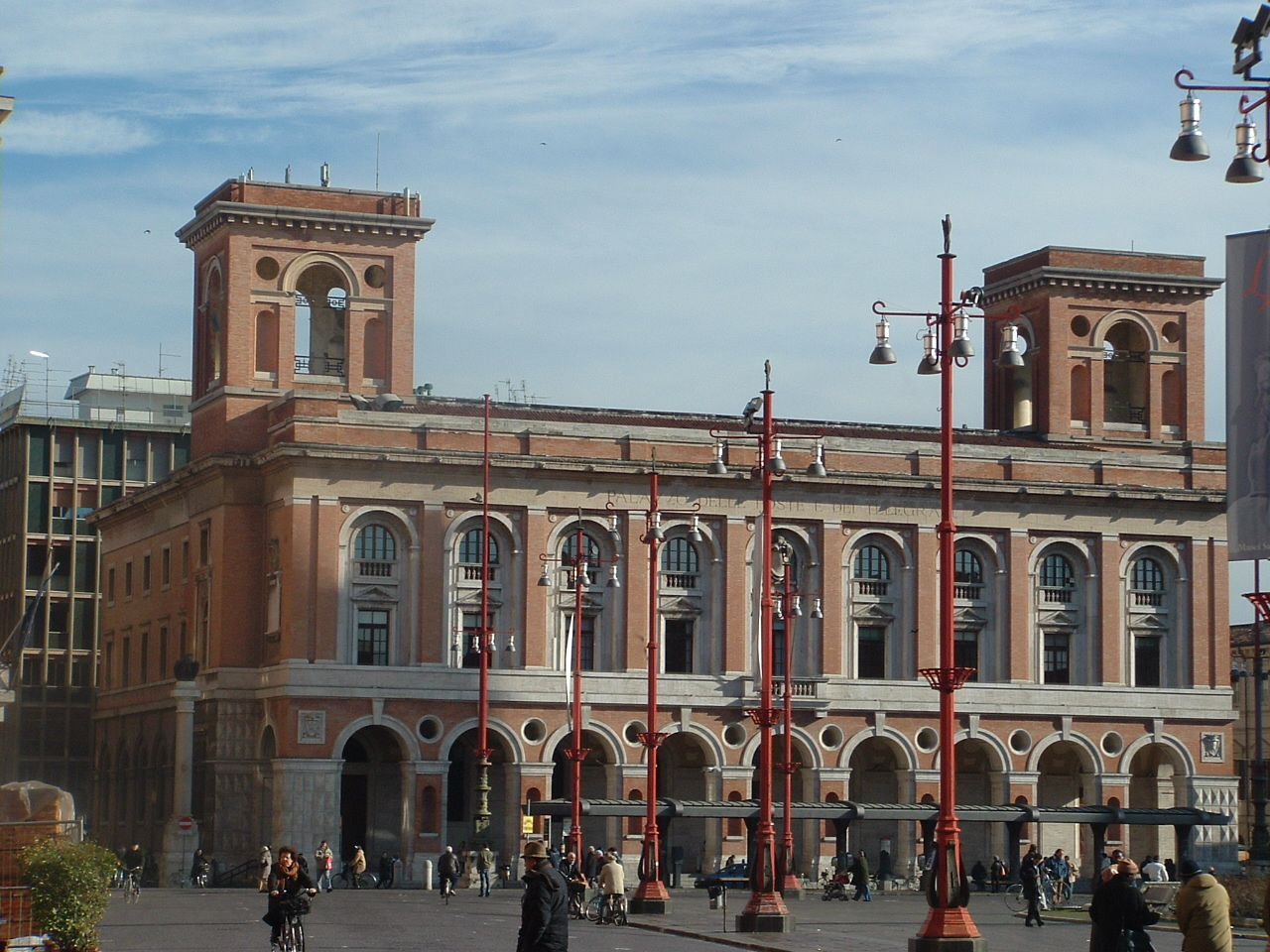
Cesare Bazzani, Palazzo delle Poste in Forlì

Cesare Bazzani (Rome, 5 maart 1873 - aldaar, 30 maart 1939) was een Italiaans architect.

## Leven en werk
Cesare Bazzani was de zoon van Luigi Bazzani, een kunst- en decorschilder. Hij studeerde in 1896 af in civiele techniek aan de Universiteit van Rome. Hij won een kunstbeurs in 1899 met een ontwerp voor een neo-gotische kathedraal. In 1906 won Bazzani, samen met Raimondo D'Aronco en Ernesto Pivovano de architectuurprijs van de Esposizione de Sempione in Milaan. Hij heeft in de jaren twintig en dertig van de twintigste eeuw vrij veel opdrachten gehad voor publieke en private gebouwen, mede dankzij de belangstelling die de fascisten hadden voor zijn monumentale stijl. Hij werd lid van de Accademia d'Italia in 1929.

## Ontwerpen (selectie)
- 1905 - Ontwerp prijswinnende façade San Lorenzo in Florence; niet uitgevoerd
- 1907 - Alterocca - drukkerij in Terni
- 1907 - Biblioteca Nazionale in Santa Croce (Opdracht 1907; voltooid 1935)
- 1911 - Biblioteca Nazionale Centrale, Florence
- 1911 - Palazzo delle Belle Arti (geopend in 1911); nu Galleria nazionale d'arte moderna e contemporanea (GNAM) in Rome
- 1920 - Palazzo del Governo, Messina
- 1924 - Façade van Santa Maria degli Angeli in Assisi
- 1926 - Chiesa del Carmine, Messina
- 1928 - Ministero della Pubblica Istruzione (1913-28), Rome
- 1929 - Teatro del Littorio, San Severo
- 1930 - Casa del Mutilato, Forlì
- 1930 - Palazzo delle Poste, Forlì
- 1936 - Stazione Marittima, Napels
- 1937 - Palazzo delle Poste, Tarente
- Palazzo di Giustizia, Rome

Daarnaast heeft hij nog veel meer kantoren in Foggia (1929) en Terni (1930-35), barrakken (1932-5) in Bari, postkantoren, kerken en bedrijfsgebouwen ontworpen.

## Foto's

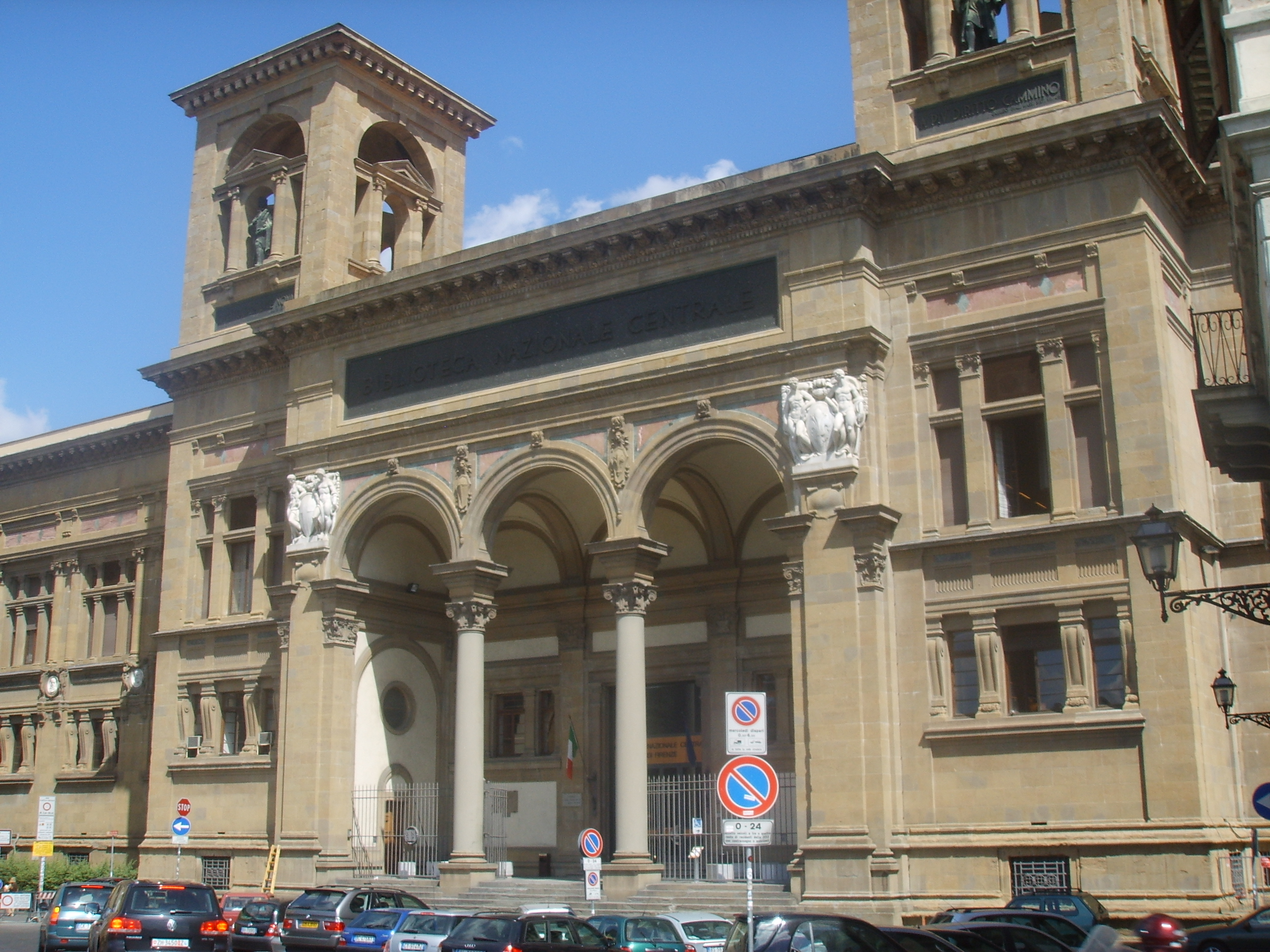
Façade van de Biblioteca Nazionale in Florence
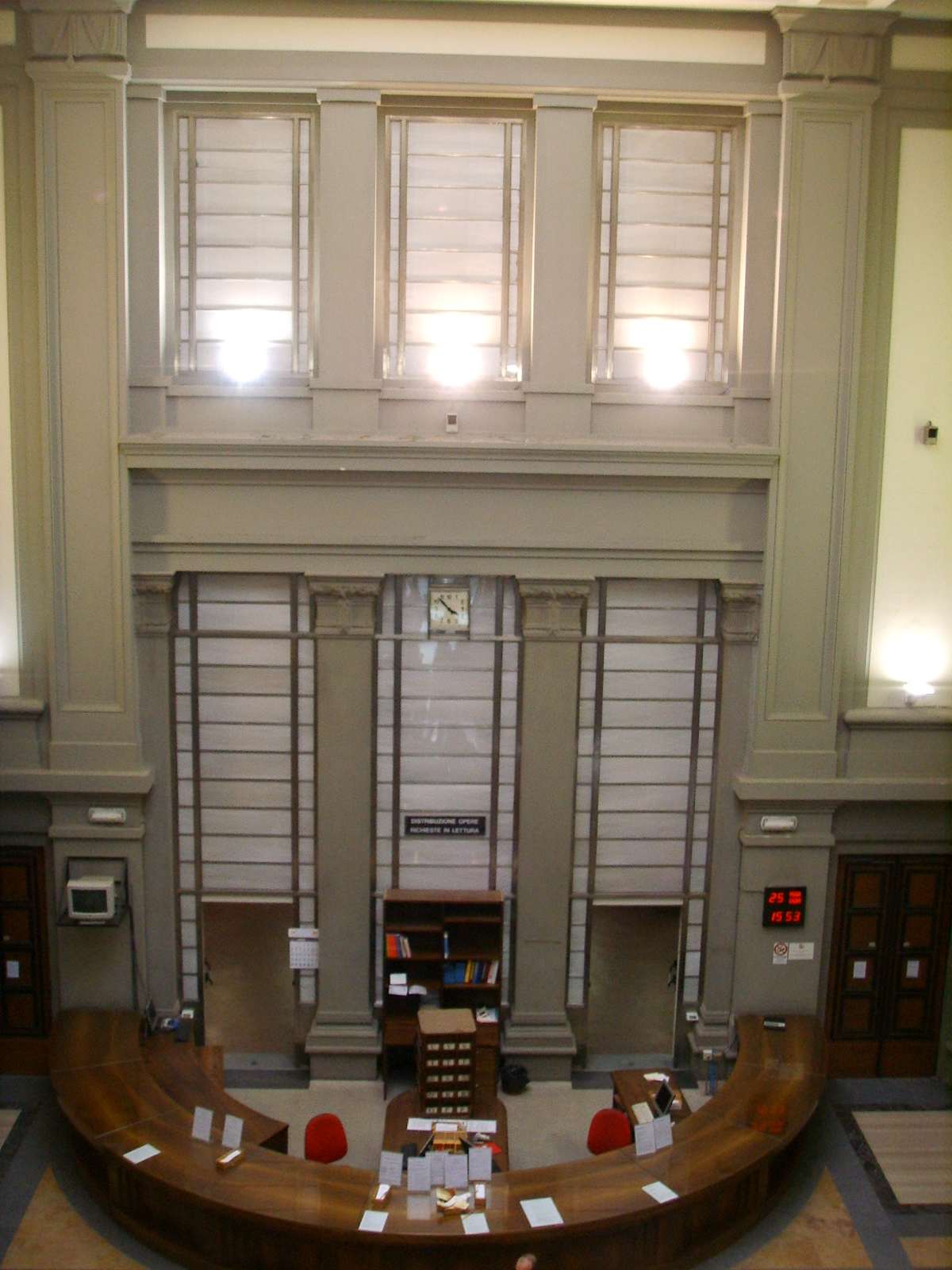
Sala prestito Biblioteca Nazionale in Florence
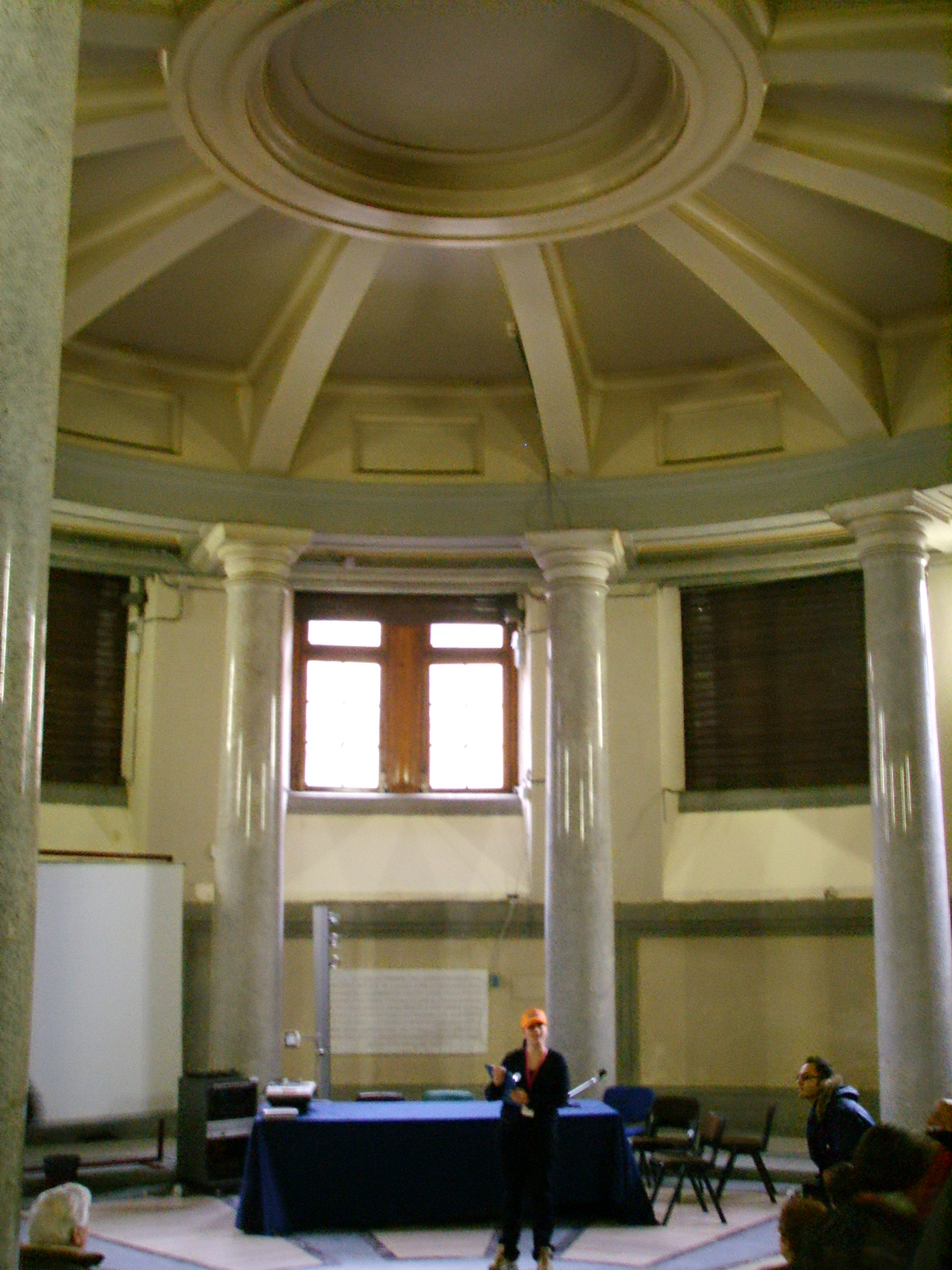
Rotonda della Biblioteca Nazionale in Florence
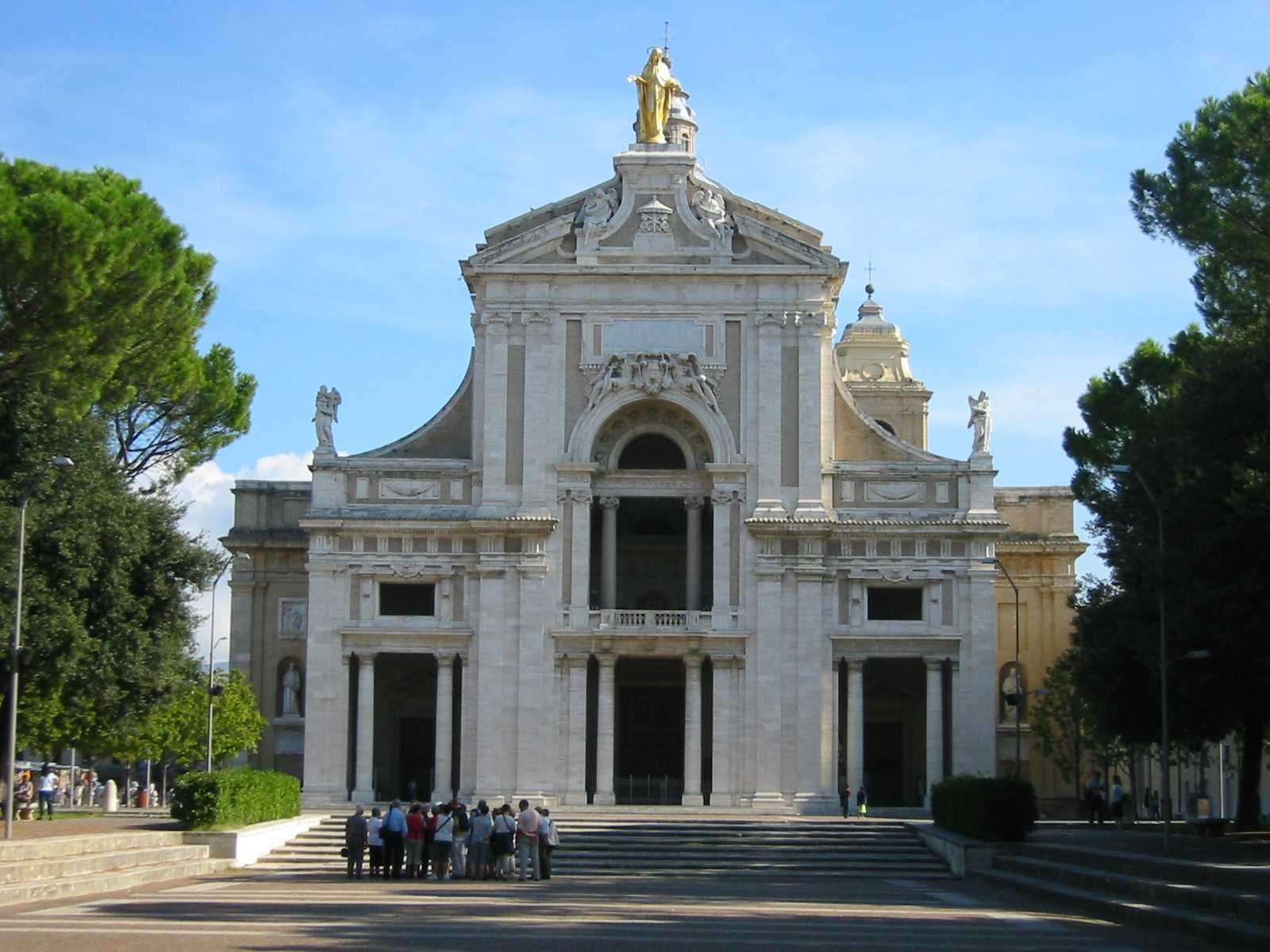
Façade van Basilica di Santa Maria degli Angeli in Assisi
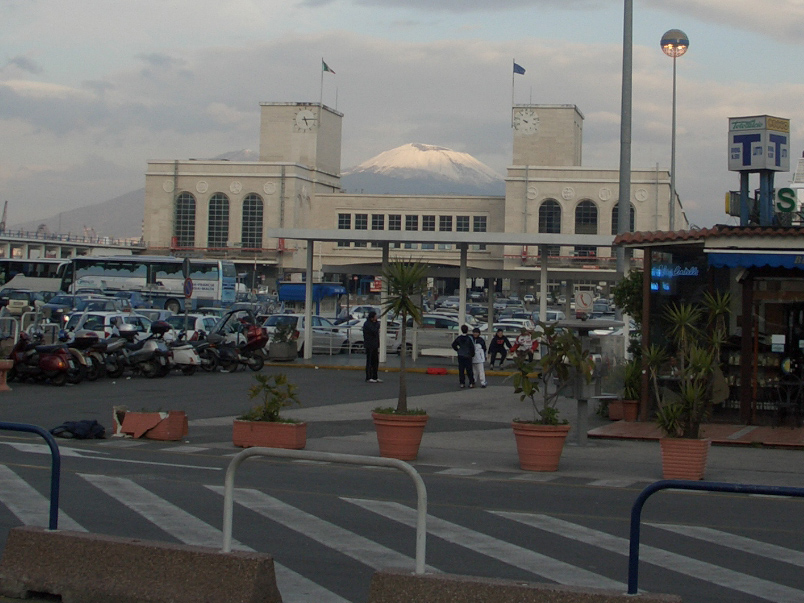
Stazione Marittima in Napoli
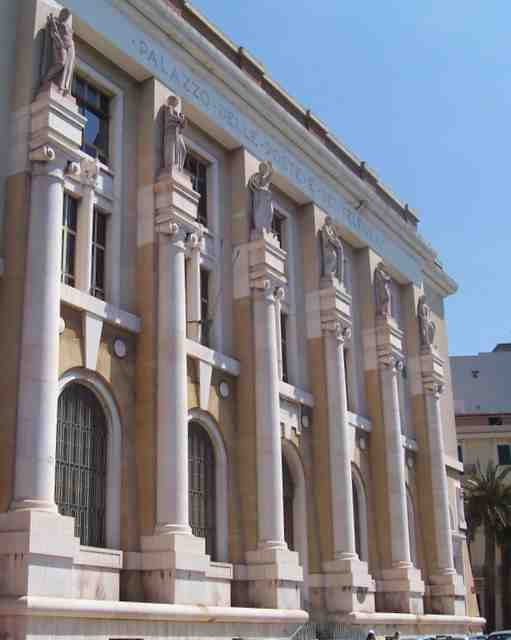
Palazzo delle Poste in Taranto

- Gemeinsame Normdatei: 123900611
- International Standard Name Identifier: 0000 0000 6634 2119
- Library of Congress Control Number: nr89015493
- Système universitaire de documentation: 081671784
- Union List of Artist Names: 500020142
- Virtual International Authority File: 15691044
- WorldCat: E39PBJfCwbb66rxpMmkRXCgtKd